# Strijkkwartet nr. 12 (Sjostakovitsj)
Dmitri Sjostakovitsj's Strijkkwartet Nr. 12 in Des majeur (opus 133) werd geschreven in 1968. De eerste uitvoering vond dat jaar plaats te Moskou door het Beethoven Strijkkwartet. Het is opgedragen aan de eerste violist van dit kwartet, Dimitri Tsyganov.
In het kwartet kan men elementen vinden die aansluiten bij de seriële muziek, een nieuwe techniek die door het Sovjetregime niet kon worden geapprecieerd.
Een normale uitvoering duurt ongeveer 28 minuten.
Het werk bestaat uit twee delen:
1. Moderato - Allegretto
2. Allegretto - Adagio - Moderato - Allegretto

Strijkkwartet nr. 1 · Strijkkwartet nr. 2 · Strijkkwartet nr. 3 · Strijkkwartet nr. 4 · Strijkkwartet nr. 5 · Strijkkwartet nr. 6 · Strijkkwartet nr. 7 · Strijkkwartet nr. 8 · Strijkkwartet nr. 9 · Strijkkwartet nr. 10 · Strijkkwartet nr. 11 · Strijkkwartet nr. 12 · Strijkkwartet nr. 13 · Strijkkwartet nr. 14 · Strijkkwartet nr. 15